# Radivoje Boričić
Radivoje Boričić (Polica, Berane, 10. novembar 1914 — Beograd, 15. jul 1969) bio je pesnik, pisac, učesnik NOB-e i nosilac Partizanske spomenice.

## Biografija
Radivoje je bio dete vasojevićkog plemena sa Beranske Police iz sela Dragosave nedaleko od današnjih Berana, Crna Gora. Rođen u mnogočlanoj i siromašnoj zemljoradničkoj porodici, od oca Filipa i majke Dmitre (rođene Ralević), svoje je najranije detinistvo proveo za vreme Prvog svetskog rata, za austrijske okupacije svog zavičaja. Završivši osnovnu školu u svom rodnom kraju, roditelji su ga uputili na dalje školovanje u Beransku gimnaziju. Ova se škola tada isticala naprednim stavom svojih nastavnika i bila smatrana jednom od tada najboljih srednjih škola u Crnoj Gori. Tu je već zarana svratio na sebe pažnju svojih nastavnika kao darovit crtač. Crtao je portrete, mrtvu prirodu ali i krajobraze. Najbolje od njih izlagali su njegovi nastavnici na školskim izložbama. Okušao se i u vajarstvu. Njegove biste Branka Radičevića i Njegoša stajale su u zbornici Beranske gimnazje niz godina, sve do Drugog svetskog rata. Kao omladinski pisac javljao se već zarana u podgoričkoj „Zeti“ i nikšićkim "Valjcima“, pa i u nekim zagrebačkim omladinskim listovima. Objavio je kao gimnazijalac i niz pesama uglavnom lirskog sadržaja. Svoju literarnu delatnost nije napustio ni u Zenici, gde je godine 1935/39. izdržavao kaznu zatvora na koju je osuđen kao član tada ilegalne Komunističke partije. Tamo je uređivao, sa nekoliko drugova, dva omladinska lista, koja su potajno širena među tadašnjom omladinom Crne Gore i mnogo čitana. U njima je objavljivao članke u kojima je opisivao tadašnji policijski teror nad naprednom omladinom i težak život u tamnici.
Slom Kraljevine Jugoslavije zatekao ga je kao vojnika na mađarskoj granici, odakle se srećno probio nazad na svoju Policu. Tu je bio jedan od organizatora Trinaestojulskog ustanka i zapisničar istorijske sednice Prvog odbora Narodnog oslobodenja u Jugoslaviji, održane u oslobođenim Beranama 21. jula 1941. godine. Originalni zapisnik uspeo je sačuvati kroz sve ratne nevolje te je to danas jedan od veoma važnih originalnih dokumenata iz razvitka NOB-e u Jugoslaviji. Radivoje je i jedan od inicijatora i urednika tada nanovo pokrenutoga lista "Sloboda", koji je izlazio neko vreme 1941. godine u Beranama. Za vreme rata zapao je u četničku zasedu gde je bio uhvaćen i sproveden u Kolašinski zatvor, odakle je posle petnaest dana po ciči zimi, s još tri druga, uspeo pobeći na oslobođenu teritoriju. Posle rata talas informbiroa zahvatio je i njega, i bio je lišen slobode od 13. maja 1950. do 3. decembra 1953. godine. Kasnije je obavljao razne dužnosti kao službenik u opštini Ivangrad (danas Berane), gde je 1965. penzionisan.
Posedovao je smisao za uočavanje bitnih istorijskih činjenica, neumorno je beležio sve što je odražavalo određeni istorijski trenutak, znajući da će to jednog dana predstavljati solidnu građu za istoriju Ivangrada i čitavog Polimlja. Bio je redak poznavalac svoga kraja, njegovih kulturnlh i istorijskih spomenika, njegove kulturne baštine i narodne tradicije. Kao prežveli aktivni učesnik revolucije nastojao je da sačuva uspomene na značajne ličnosti iz borbe, jer je to smatrao svojim dugom prema borcima za zajedničke ideale. Zato je neumorno sa posebnom ljubavlju i urođenim smislom za objektivnost čitavih dvadeset i više godina u raznim listovima i časopisima i drugim stručnim publikacijama pisao o značajnim ličnostima revolucije iz ovoga kraja, njihovom doprinosu organizaciji narodnooslobodilačke borbe i njihovim zanosima, ostvarenim i neostvarenim željama. Ti prilozi i sa naučnog gledišta predstavljaju značajan prilog istoriji NOB-e i revolucije u Polimlju.
Narodnooslobodilačka borba nije ostala jedini predmet njegovog interesovanja. S uspehom je proučavao narodno predanje, običaje, arhitekturu i uopšte prošlost svog zavičaja i o tome napisao niz vrednih priloga. Zajedno sa još dvojicom autora objavio je knjigu: „Ivangradska komuna“ za potrebe školstva i šire kulturne javnosti. Jedan je od inicijatora osnivanja "Udruženja kulturnih, naučnih i javnih radnika Polimlja" čiji je bio i prvi sekretar. Rad tog društva daleko je prešao uske granice Polimlja i odigrao istaknutu ulogu u opštem kulturnom razvoju čitave republike Crne Gore.
Za zasluge u antifašističkoj borbi odlikovan je ordenom Partizanske spomenice 1941. U braku sa Milevom Boričić imao je troje dece: Ljiljanu, udatu Dufrgan, Branislavu, udatu Grbić, i Branislava.

## Literatura
- B. Gušić, Radivoje Boričić (1914-1969), Zbornik za narodni Zivot i običaje JAZU, Knjiga 46, Zagreb 1975.
- D. Vuletić, Polica kod Berana, Ministarstvo poljoprivrede, vodoprivrede i šumarstva Srbije, Kulturno prosvetna zajednica Srbije, Odbor za proučavanje sela SANU, Beograd, 1998.
- http://goliotok.uimenaroda.net/sr/lice/1356/%5B%5D